# Mezzo (musikterm)
Mezzo (fem. mezza; (italienska, av latin medius, i mitten), är en musikterm för ”medel-”, ”halv-”.
Mezzo används i musikuttryck som:
- Mezzo forte (mf), halvstarkt[1]
- Mezzo piano (mp), halvsvagt[1]
- Mezzo legato, något förbundna/sammanhängande toner
- Mezzosopran, mellanhögt kvinnligt röstläge, lågsopran
- Mezza voce (m. v.), med halv röst eller dämpad röstklang[1]
- Mezza manica, halv applikatur, andra läget (på stråkinstrument)[1]